# Mandi
Mandi fou un estat tributari protegit al Panjab, avui a Himachal Pradesh, al districte de Jullundur, a la vora del riu Beas. La superfície era d'uns 3100 km². La capital era Mandi (ciutat).

## Geografia
Limitava al nord amb Chhota Bangahal; a l'est amb la serra de Nargu que la separa de la vall de Kulu, i pel Beas, Tirthan i Bisna; al sud amb Suket, i a l'oest amb el districte de Kangra. Muntanyes destacades són el Ghoghar-ki-Dhar, i la serra de Jalauri.

## Població
El principat estava format per la capital, Mandi i 146 pobles. la població era:
- 1881: 147.017
- 1891: 166.923
- 1901: 174.045

El 98% eren hindús i hi havia 3.200 musulmans i 500 bduistes. La llengua era el mandiali, i a Saraj es parlava un dialecte anomenat pahari. El 84% vivia de l'agricultura.

## Administració
Estava dividit en 24 wazirats cadascun subdividit en mahrais o grups de pobles petits (graons o basis), amb capital a un garh o fort. Pagava un tribut de 100.000 rúpies al govern britànic.

## Govern
El govern corresponia al raja assistit per un wazir amb amplis poders executius i judicials, però les seves decisions estaven subjectes a apel·lació al raja i les penes de mort requerien confirmació del Commissionat de Jullundur, que era al mateix temps l'agent polític. Hi havia quatre tahsildars fiscals: el wazir tenia a més dels seus propis poders el control de dos tahsildars, i els altres dos estaven dirigits per tahsildars separats. Els tahsils eren:
- Xagar-Mandi (8 wazirats)
- Chichot (3 wazirats)
- Gopalpur (3 wazirats)
- Harabagh (10 wazirats)

Hi havia també 8 cercles policials cadascun sota un thanadar, i amb 137 agents manats per un inspector.

## Exèrcit
L'estat disposava d'uyn petit exèrcit de 20 cavallers i 152 infants incloents artillers, amb 2 canons.

## Bandera
La bandera era quadrada amb tres franges horitzontals: verda, groga i blava.

## Història
Era part de l'estat de Suket fins al regnat de Sahu Sen, l'11è dels rages chandarbansi (del clan Chandra Bansi) de Suket, quan el seu germà Bahu Sen va abandonar el principat per un conflicte amb ell, i es va establir a Manglaur a Kulu. El seu descendent Karanchan va morir en batalla contra el raja de Kulu i la seva reina, que estava en estat, va fugir amb el seu pare a Seokot o Siokot; va tenir més tard un fill (la llegenda parla que va tenir al fill sota un arbre sagrat bania i que per això es va dir Ban o Bano) que va succeir al seu avi com a rana de Seokot amb el nom de Ban Sen; aquest va engrandir l'estat, governant primer a Sakor però després va traslladar la capital a Bhin a uns 7 km de Mandi; el seu fill Kalyan Sen va comprar Batauhli a la part oposada de Mandi i l'altre costat del riu Beas. Dels seus successor gairebé no se'n sap res fins Ajbar Sen, que va fundar Mandi el 1527.
L'ambició d'un sobirà posterior, Suraj Sen, va portar el desastre; després d'atacar Bangahal, fou derrotat per Man Singh, el cunyat del raja, i va perdre les mines de sal de Guma i Drang i fou obligat a demanar la pau i pagar una indemntzació de guerra; llavors va construir el fort de Kamla el 1625 i el palau de Damdana a Mandi. Els seus 18 fill el van premorir tots, el 1658 el va succeir el seu germà Shyam Sangh. El seu successor fou Gur Sen; el seu fill il·legítim Jippu va reorganitzar la recaptació cap a un sistema que va estar vigent fins al segle XX. Raja Sidh Sen, que va pujar al tron el 1686 fou un gran guerrer que va conquerir Nachan, Hathli i Daled el 1688, i Dhanesgarh, Raipur i Madhopur (de Suket) el 1690; a traïció va matar a Pirthi Pal, raja de Bangahal, a Mandi. Va construir alguns temples i va allotjar al guru sikh Gobind Singh; va morir el 1729 amb 100 anys i el va succeir el seu net Shamsher Singh, que va conquerir Chuborai, Ramgarh, Deogarh, Hastpur i Sarni de Kulu. El seu fill Isri Sen el va succeir amb només 5 anys i el raja katoch de Kangra, Sansar Chand, va aprofitar l'oportunitat per envair Mandi, va conquerir Hatli i Chohar, que va cedir a Suket i a Kulu, i Anantapur que va conservar. Isri fou portat presoner a Kangra i els seus ministres van pagar tribut al vencedor. El 1805 Sansar Chand va atacar Rahlur, i el seu sobirà va demenar ajut als gurkhes que ja havien assolat el territori entre el Gogra i el Sutlej; els aliats van derrotar el sobirà katoch a Mahal Mori el 1806 i Isri Sen fou alliberat del captiveri i va pagar tribut al gurkha Amar Singh, sent restorat al seu tron.
Però el 1809 els sikhs de Ranjit Singh, van expulsar els gurkhes a l'altre costat del Sutlej i el 1810 Desa Singh Majithia fou nomenat nazim (governador) de tots els estats de la muntanya incloent Mandi; el tribut fou inicialment de 30.000 rúpies i va passar a 100.000 el 1815 però l'any següent reduït a la meitat per ser elevat a 75.000 rúpies al pujar al tron Zalim Sen el 1826. A la mort de Ranjit Singh el 1839 el govern de Lahore va decidir annexionar Mandi i el 1840 el general Ventura va ocupar el principat en nom de Kharrak Singh el fill de Ranjit. Kamlagarh va capitular després d'un setge de dos mesos. El raja Balbir Singh fou enviat presoner a Amritsar però fou alliberat el 1841 per Sher Singh i va poder retornar a Mandi; l'opressió sikhs el va portar a mantenir contactes amb els britànics i després de la batalla de Sobraon el seu oferiment de submissió fou acceptat; cedit als britànics pel tractat de Lahore de 1846, el raja va rebre un sanad de 24 d'octubre de 1846 que regulaven les relacions amb els britànics; en aquesta data ja havien estat expulsades totes les guarnicions sikhs. Balbir Singh va morir el 1851 i el va succeir el seu fill de 4 anys Bije Sen sota un consell de regència presidit pel wazir Gusaon. Les dissensions entre els membres de la regència van forçar a donar tot el poder a Gusaon i llavors l'estat va estar uns anys ben governat; no obstant l'educació del raja fou demorada a una època massa tarda ai quan va arribar a la majoria el 1866 no estava preparat i va retornar certa confusió a l'estat. El raja va acceptar els consells britànics fins a la seva mort el 1902. El seu fill il·legítim Bhawani Sen fou reconegut com a successor. El raja gaudia de salutació d'11 canonades. La dinastia era anomenada "mandial".

## Llista de rages
- Raja BAHU SEN, fill de Raja Vijai Sen de Suket.
- Raja NIM SEN
- Raja NIRHABAT SEN
- Raja KAHABAT SEN
- Raja SAMMAT SEN
- Raja BIR SEN
- Raja SAMUDRA SEN vers 1776
- Raja KESAB SEN
- Raja MALAB SEN
- Raja JAI SEN
- Raja KRANCHAN SEN vers 1278
- Raja BAN SEN (fill) vers 1300, Raja de Siokot
- Raja KALIAN SEN (fill) 1300-1332
- Raja HIRA SEN (fill) 1332-1360
- Raja DHARITRI SEN (germà) 1360-vers 1400
- Raja NARINDAR SEN vers 1400-1440
- Raja PRAJAR SEN vers 1440-1470
- Raja DILAWAR SEN vers 1470-1499
- Raja AJBAR SEN 1499-1534 (1499-1527 de Siokot, 1527-1534 de Mandi)
- Raja CHHATAR SEN (fill) 1534-1554
- Raja SAHIB SEN (fill) 1554-1575
- Raja NARAIN SEN (fill) 1575-1595
- Raja KESAB SEN (fill) 1595-1616
- Raja HARI SEN (fill) 1616-1637
- Raja SURAJ SEN (fill) 1637-1664
- Raja SHYAM SEN (germà) 1664-1679
- Raja GAUR SEN (fill) 1679-1684
- Raja SIDHI SEN (fill) 1684/1727
- Raja SHAMSHER SEN (fill) 1727-1781
- Raja SURMA SEN (fill) 1781-1788
- Raja ISHWARI SEN (fill) 1788-1826
- Raja ZALIM SEN (germà) 1826-1839
- Raja BALBIR SEN (fill d'Ishwari) 1839-1851
- Raja BIJAI SEN (fill) 1851-1902
- Raja BHAWANI SEN (fill) 1902-1912
- Interregne 1912-1913
- Raja Sir JOGINDER SEN Bahadur (besnet de Balbir Sen) 1913-1948 (+1986).